# Sova tečkovaná
Sova tečkovaná (Tyto multipunctata, také Tyto tenebricosa multipunctata) je druh sovovitého ptáka. Popsal jej Gregory Mathews roku 1912. Je blízce příbuzná se sovou temnou (Tyto tenebricosa), oba druhy lze od sebe rozeznat na základě velikosti.

## Popis
Sova tečkovaná měří 32 až 38 cm. Křídla jsou dlouhá 23,7 až 26,3 cm, přičemž jejich rozpětí činí asi 86 cm. Sova tečkovaná váží mezi 430 až 540 g, přičemž samice jsou větší a těžší než samci. Zbarvení je na těle popelavě šedé, se stříbřitě bílými tečkami. Spodní část těla dosahuje světlejších odstínů než horní a je pokryta světle šedými až načernalými znaky, spodní strana křídel má zbarvení našedlé. Přes křídla a ocas se táhnou tmavé pruhy. Obličejový disk je bělavý, směrem k černým očím tmavne. Zobák má odstín světle šedohnědé barvy, rovněž prsty jsou šedohnědé. Mláďata jsou zbarvena bíle až světlešedě.
Druh se ozývá vysokým pískavým sestupným voláním, přirovnávaným k pískání konvice nebo letu bomby.

## Rozšíření
Sova tečkovaná žije v Austrálii v severovýchodním Queenslandu. Pozorována byla také na ostrově Hinchinbrook poblíž australské pevniny. Celková velikost rozsahu sovy tečkované činí asi 74 300 km2. K životu dává přednost vlhkým lesům složeným z blahovičníků (eukalyptů), do suchých lesů proniká pouze při lovu. Vyhovuje jí, aby stromy dosahovaly velké výšky a byly v nich dutiny. Sova žije od nadmořské výšky 300 metrů.

## Hnízdění
Území sovy tečkované má rozlohu mezi padesáti až šedesáti hektary, byla však zaznamenána i hnízda vzdálená mezi sebou 400 metrů. Je nočním ptákem, přes den se skrývá v listoví. Doba rozmnožování se mění podle příchodu dešťů, sovy většinou kladou vejce mezi březnem a květnem. Hnízdí v dutinách stromů, které mohou být až ve výšce třiceti metrů. V hnízdě probíhá i samotná kopulace a samice zde poté naklade jedno, četněji však dvě vejce o rozměrech 41–42 × 36–39 mm. Mláďata se líhnou za 40–42 dní. Oba rodiče se o ně starají asi 3 měsíce, o výchově mláďat je však zjištěno málo informací.

## Potrava
Sova se živí drobnými savci, jako jsou vakoplchovití (Burramyidae) či vakoveverkovití (Petauridae), loví však také jiné druhy ptáků nebo hmyz. Útočí převážně z nízkých bidel a při lovu se dovede orientovat i v naprosté tmě nebo dešti.

## Ohrožení
Podle Mezinárodního svazu ochrany přírody (IUCN) patří sova tečkovaná mezi málo dotčené druhy, areál výskytu totiž nedosahuje prahových hodnot pro zranitelné druhy a i když je populace poměrně malá (okolo 2 000 párů), ani její velikost a pokles nesplňuje kritéria pro zařazení mezi zranitelné druhy. Ačkoli některá vhodná stanoviště podléhají fragmentaci, v jiných oblastech dochází k rozšiřování deštného lesa. Sova tečkovaná je zařazena na Queensland Wet Tropics EBA a zapsána rovněž na druhou přílohu Úmluvy o mezinárodním obchodu s ohroženými druhy volně žijících živočichů a rostlin.